# Phlebotomus hoepplii
Phlebotomus hoepplii är en tvåvingeart som beskrevs av Tang och Maa 1945. Phlebotomus hoepplii ingår i släktet Phlebotomus och familjen fjärilsmyggor. Inga underarter finns listade i Catalogue of Life.